# Jacob Wester
Jacob Wester, född 1987, är svensk professionell freestyleskidåkare. Han har varit professionell sedan 2003, medverkat i flera skidfilmer och är sponsrad av Oakley och Armada.

## Meriter
2005
- 1a Air We Go, Oslo
- 1a New School Picknick Zauchensee
- 2a Jon Olsson Invitational Åre
- 4a US Open Big Air Vail

2006
- 7a US Open Big Air Vail

2007
- 2a US Open Big Air Copper Mountain
- 2a Jon Olsson Invitational Åre
- 5a Xgames Slopestyle Aspen

2008
- 1a North American Open Slopestyle Breckenridge
- 1a Freestyle.ch